# Aldeia de Agra
A Aldeia de Agra está localizada na Freguesia de Rossas, no Município de Vieira do Minho, estando inserida na Serra da Cabreira, onde nasce o Rio Ave.
A Aldeia de Agra encontra-se classificada como Aldeia de Portugal, e constitui um característico aglomerado rural tipicamente minhoto, com casas de granito e ruelas íngremes e plenas, que desembocam no largo principal junto à Igreja Paroquial de São Lourenço. O conjunto edificado apresenta alguns edifícios que remontam ao século XVIII, e situada junto à entrada da aldeia encontra-se a ponte românica de Parada, sobre o Rio Ave.
A aldeia apresenta-se preservada e mantém vivas muitas das actividades rurais de outros tempos. Pode também ser visitada uma loja, um restaurante e um café. 
Os moinhos, a Ponte de Parada de origem românica, o restaurante, as Alminhas, o Cruzeiro (1857), os espigueiros, os Moinhos, as casas tradicionais, nomeadamente, as casas de Fundevila (1803), do Cruzeiro (1879), das Cortinhas (1678) e do Cabo (1748), são outros atractivos turísticos que a aldeia tem para oferecer aos seus visitantes
Agra faz fronteira com a aldeia dos Anjos e a aldeia de Calvos.